# Association RMC/BFM
L'Association RMC/BFM est une association française visant à œuvrer en faveur de la prévention, et de l’information en matière d’action médicale. Le principal champ d'activité est l'installation de défibrillateurs cardiaques dans les lieux accueillant du public et les entreprises et de sensibiliser la population au massage cardiaque et à l’utilisation du défibrillateur. L'association a été créée en 2008 par Isabelle et Alain Weill, membres du comité de direction du groupe NextRadioTV qui détient en particulier les radios RMC et BFM.

## Activités
L’Association RMC/BFM réalise tout au long de l’année des projets d’envergure nationale sur le terrain et dans les médias pour inciter les chefs d’entreprises et les collectivités locales à s’équiper en défibrillateur et pour sensibiliser la population aux gestes de premiers secours. Les événements ; Train du Cœur, Sauvetage Tour Été,, Sauvetage Tour Hiver, Bus du Cœur, Les Pros de la route ont du Cœur, Tous les jeunes ont du Cœur ont permis d’aller à la rencontre des élus(es), des scolaires et du grand public afin de leur présenter le fléau de l’arrêt cardiaque qui tue chaque année 50 000 personnes en France.
Depuis 2008, l’association a obtenu des résultats concrets à ces actions :
- 120 000 défibrillateurs aujourd’hui installés en France. Il y en avait à peine 5 000 en 2008[5].
- 800 000 jeunes désormais formés chaque année aux gestes qui sauvent lors de la journée citoyenne
- 52 000 défibrillateurs recensés par l'application Staying Alive permettant au premier témoin d’intervenir au plus vite. Elle permet aussi à chacun de pouvoir signaler un défibrillateur
- 1 000 000 téléchargements de l’application Staying Alive
- 15 000 bons samaritains déclarés
- 29 000 000 personnes ayant vu et entendu le mini programme
- 390 000 personnes sensibilisées depuis 6 ans
- 45 minutes sont désormais nécessaires pour former une personne à l’utilisation du défibrillateur et au massage cardiaque (reconnaissance des formations courtes)
- 125 entreprises ont signé la Charte du Cœur de l’Association RMC/BFM placée sous le Haut patronage du ministère du Travail, de l'Emploi et de la Santé, aux termes de laquelle elles s’engagent à sensibiliser leurs collaborateurs et à installer des défibrillateurs.

Parce que l’Association RMC/BFM a obtenu des résultats probants en 7 ans, l’équipe de l’association se donne comme objectif de multiplier par 3 le taux de survie pour les 5 prochaines années.

## Application Staying Alive
Staying Alive est une application gratuite, disponibles en 18 langues, qui cartographie les défibrillateurs cardiaques dans le monde. Elle recense plus de 250.000 défibrillateurs dont 130.000 en France, ce qui en fait la première base de données de défibrillateurs.
Staying a reçu plusieurs prix et distinctions :
- Label Medappcare 2015
- Trophée 2015 de la eSanté, catégorie mSanté
- Prix des Entretiens de Bichat 2013

Staying Alive a été téléchargée par 2 millions d'utilisateurs.
Les principales fonctionnalités de l’application sont :
- La recherche de défibrillateurs proches de vous ou à une adresse précise, grâce à la connexion à une base mise à jour en temps réel.
- Le "Bon Samaritain[6]", développé par le Dr Paul DARDEL[7] fondateur d'AEDMAP France[8] en partenariat avec les services d'urgence et l'association RMC/BFM, permet à toute personne formée aux gestes de premiers secours ou non, d'aider à sauver une vie en étant alerté en cas d'arrêt cardiaque à proximité. Le Bon Samaritain est déployé en France depuis 2016. Le service qui compte plus de 200.000 volontaires est utilisé par les SAMU et/ou les Sapeurs-Pompiers dans 70 départements français. Depuis son lancement le service totalise plus de 22.000 interventions qui ont permis de sauver des centaines de victimes d'arrêt cardiaque. Une étude[9] réalisée conjointement avec la Brigade de Sapeurs-Pompiers de Paris a montré un doublement du taux de survie (de 16 à 35%) en cas d'intervention d'un Bon Samaritain.
- Le signalement de nouveaux défibrillateurs
- La confirmation de défibrillateurs existants
- Le rappel des gestes qui sauvent avec l’illustration de la chaîne de survie « Appelez, Massez, Défibrillez et Attendez les secours »
- Un guide pratique sur l’utilisation d’un Défibrillateur Automatique Externe (DAE).
- Un mode « Urgence » qui vous aidera si vous êtes confronté à un arrêt cardiaque à réaliser les bons gestes dans le bon ordre.

La localisation et la liste des défibrillateurs fournies par cette application sont données à titre indicatif. Staying Alive est interactive et les données fournies par les utilisateurs ne sont pas vérifiées par un organisme dédié. L'Association RMC/BFM n'est donc pas tenue responsable des erreurs pouvant apparaître dans les emplacements de défibrillateurs.